# Agylla maculata
Agylla maculata là một loài bướm đêm thuộc phân họ Arctiinae, họ Erebidae.